# Hekelus episimus
Hekelus episimus är en kräftdjursart som beskrevs av Barnard 1932. Hekelus episimus ingår i släktet Hekelus och familjen Hekelidae. Inga underarter finns listade i Catalogue of Life.